# Birkach (gemeindefreies Gebiet)

Lage des gemeindefreien Gebiets Birkach im Landkreis Erlangen-Höchstadt

Birkach ist ein gemeindefreies Gebiet im mittelfränkischen Landkreis Erlangen-Höchstadt.
Der 3,24 km² große Staatsforst grenzt an Mühlhausen im Nordosten, Höchstadt an der Aisch im Südosten,  Lonnerstadt im Südwesten und Wachenroth im Nordwesten.
An der nordwestlichen Grenze zu Wachenroth tangiert die Autobahn A 3 das Gebiet.
Der Rote Berg, dessen Kamm die Grenze zu Lonnerstadt bildet, ist mit 356,3 m die höchste Erhebung.
Das gemeindefreie Gebiet Birkach entspricht dem Gemarkungsteil 3 der Gemarkung Schirnsdorf.